# Pomnik Zjednoczenia Ziem Polskich w Gdyni
Pomnik Zjednoczenia Ziem Polskich – planowany w latach 20. XX wieku pomnik, który miał zostać wzniesiony w Gdyni. Pomnik planowano zbudować w okolicy Portu w Gdyni i miał symbolizować nierozerwalność ziem polskim z morzem.

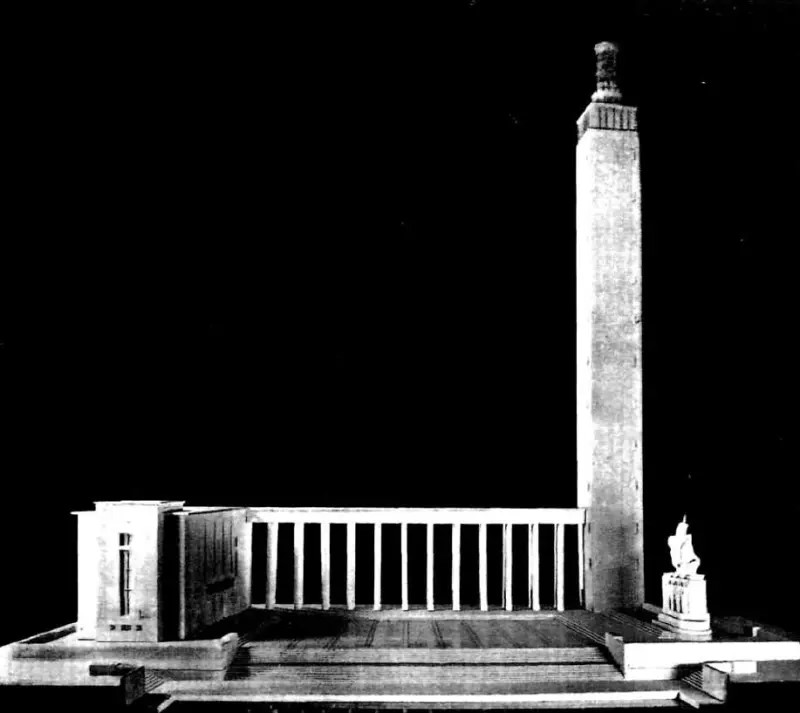
Projekt, który otrzymał III nagrodę

Poniższymi słowami projekt zainicjował Eugeniusz Kwiatkowski:
Ma świadczyć, ile wagi ma ta ziemia i morze dla zjednoczonej, odrodzonej Polski. Ma świadczyć, że bez Kaszub, bez morza nie ma zjednoczonej Polski, ma być widomym znakiem ślubowania całego narodu polskiego, że ziemi tej i morza naród polski nie odda za żadną cenę, bo jest jego z krwi i kości. Pomnik ten ma być zbudowany złączonym wysiłkiem wszystkich obywateli polskich.
Ogłoszony został w 1928 r. konkurs na projekt pomnika, na który zgłoszono 76 projektów. Główne nagrody nagrody otrzymali (w tym dwie pierwsze):
- I nagroda: Jan Łukasik
- I nagroda: Stanisław Marzyński
- III nagroda: Jan Klimaszewski, Tadeusz Rytarowski i Leon Marek Suzin

Powołany wówczas Komitet Budowy Pomnika Zjednoczenia Ziem Polskich nie zdołał jednak uzbierać odpowiedniej sumy, by zrealizować wykonanie projektu.
Sprawa odżyła na początku 1937 roku – wtedy zdecydowano o budowie na końcu Mola Południowego 40-metrowego obelisku. Opracowanie zlecono inż. arch. Wacławowi Tomaszewskiemu. Wojna jednak stanęła na drodze realizacji tych planów.